# Stern & Hafferl Gleichrichterwagen EGl
Die Elektrischen Gleichrichterwagen (kurz EGl) sind zwei in den Jahren 1950 und 1952 in den Werkstätten des Unternehmens Stern & Hafferl (StH) gebaute und mit Gleichrichtern ausgestattete zweiachsige Wagen, welche den aus der Oberleitung entnommenen Wechselstrom in Gleichstrom umwandeln und mit diesem Gleichstrom-Triebwagen versorgen können. Grund für den Bau der Gleichrichterwagen war die Wechselstrom-Elektrifizierung der Westbahn im Jahr 1948, welche den Oberleitungsbetrieb mit den vorhandenen Gleichstrom-Triebwagen auf der Lokalbahn Lambach–Haag (LH) einschränkte. 
Die Fahrzeuge können unter Gleichspannung wie Wechselspannung eingesetzt werden und gelten daher als Vorläufer späterer Mehrsystemfahrzeuge. Zum einfacheren Rangieren waren sie mit einem Gleichstrom-Antrieb ausgestattet.

## Geschichte

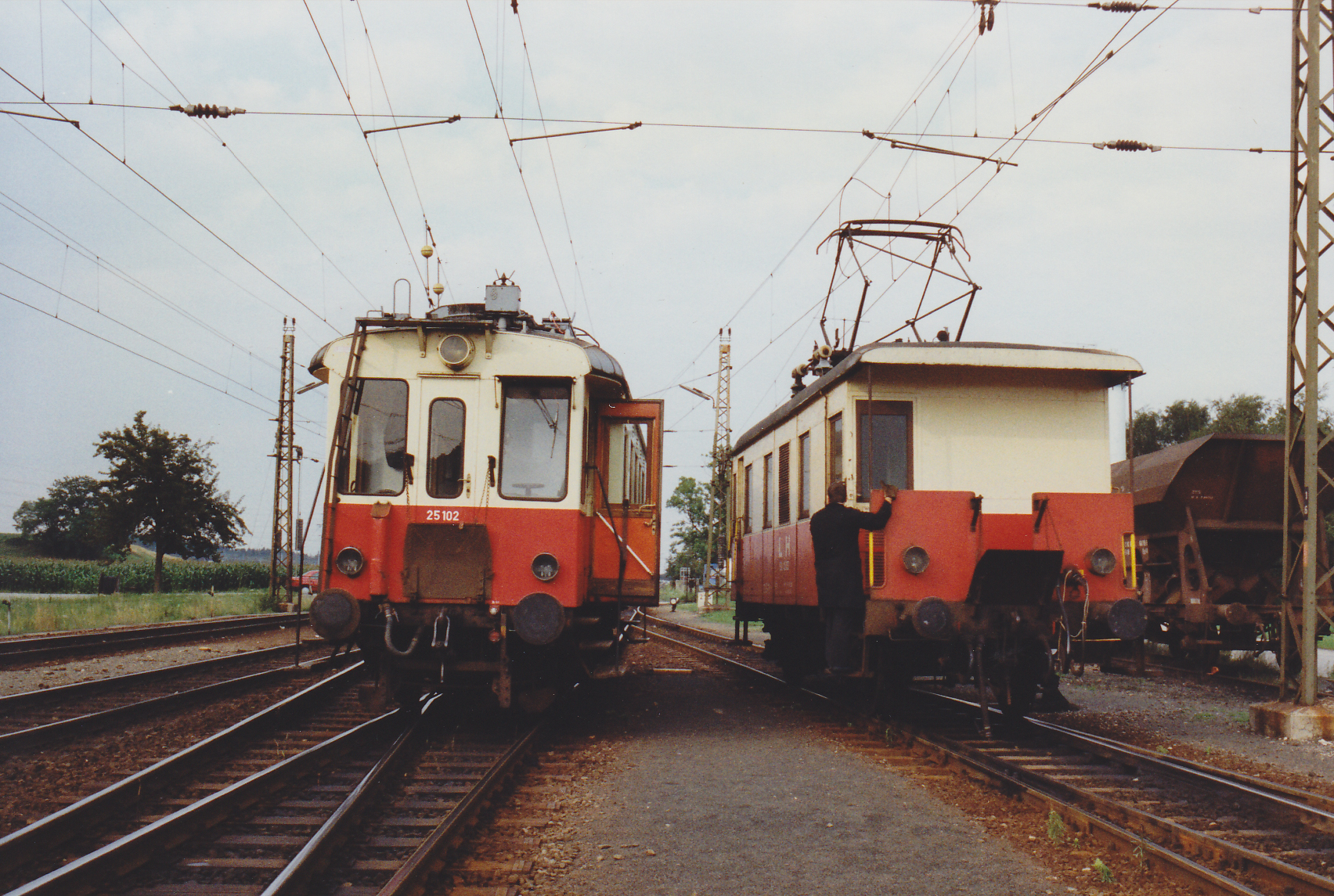
EGl 25.052 setzt sich in Bachmanning vor den Triebwagen (Mai 1989)

Die den Österreichischen Bundesbahnen (ÖBB) gehörende, seit 1933 vom Unternehmen Stern & Hafferl betriebene Lokalbahn Lambach–Haag benützte zwischen dem Bahnhof Lambach und Neukirchen bei Lambach auf gut fünf Kilometern die Westbahnstrecke mit. Als diese 1948 mit Wechselstrom 15 kV/16 2/3 Hz elektrifiziert wurde, hatte die Haager Lies das Nachsehen. Die Züge mussten nun auf den ersten Kilometern von Dampflokomotiven bespannt werden, die die ÖBB stellte. Um diesen sehr umständlichen Betriebszustand zu beenden, baute Stern & Hafferl zwei Gleichrichterwagen auf Güterwagen-Fahrgestellen in der eigenen Werkstätte auf. Die elektrische Einrichtung wurde zusammen mit der Linzer Elektro Bau AG (EBG) konzipiert.
Nachdem sich das erste Fahrzeug (1950) auf Anhieb bewährte und den Fortbestand der Bahn damit sicherte, erfolgte im Folgejahr ein weiterer derartiger Wagen. In den folgenden Jahrzehnten waren die beiden Gleichrichterwagen unerlässlich für den Betrieb der Haager Lies und kamen bei allen Arten von Zügen zum Einsatz. Nach der Indienststellung der Zweisystemtriebwagen Baureihe 4855 sowie des ursprünglich von der Bad Eilsener Kleinbahn stammenden ET 24.104 kamen die Gleichrichterwagen nur mehr bei Güterzügen und Sonderfahrten zum Einsatz. Bereits zu Zeiten des Normalbetriebes kamen sie im Rahmen von Sonderzügen (Maximalgeschwindigkeit 50 km/h) beispielsweise nach Linz oder zur Salzburger Lokalbahn. Die Betriebseinstellung der LH im Jahr 2009 bedeutete zugleich das Ende des regulären Einsatzgebietes der Wagen, die fortan bei StH hinterstellt blieben.
EGl 25.051 befindet sich weiterhin im Besitz von StH und ist in der Remise Eferding der Linzer Lokalbahn gesichert hinterstellt. Im Jahre 2013 wurde der EGl 25.052 an die Salzburger Lokalbahn verliehen, wo er die Nummer EGl 1 bekam und in der Remise Trimmelkam als Reserve hinterstellt wurde. Im Herbst 2015 wurde er dann anschließend als Dauerleihgabe an das Eisenbahnmuseum Schwechat abgegeben wo er wieder seine ursprüngliche Nummer bekam. EGl 25.052 wurde nach einem Zwischenspiel im Eisenbahnmuseum Schwechat gemeinsam mit dem ET 24.103 im Jahr 2021 an einen privaten Sammler verkauft und befindet sich mittlerweile (nach der Überstellung auf eigener Achse) im Lokpark Ampflwang der Österreichischen Gesellschaft für Eisenbahngeschichte (ÖGEG).

## Technik und Betrieb
Auf das weitgehend unverändert übernommene Güterwagen-Fahrgestell erfolgte der Aufbau eines Wagenkastens in Stahl-Spantenbauart. Während beim EGl 25.051 beide Plattformen offen blieben, erhielt der EGl 25.052 eine geschlossene Plattform. Sie erhielten analog zu den Personenfahrzeugen Plattform-Übergangsbrücken für den Zugbegleiter. 
Die elektrische Ausrüstung bestand ursprünglich aus einem Quecksilberdampfgleichrichter, der federnd aufgehängt war. Während der Strom beim Gleichstrombetrieb vom Stromabnehmer (zum Schluss ÖBB-Bauart V mit Wanisch-Wippe und Ölhauptschalter) über ein Starkstromkabel direkt zum Triebfahrzeug geleitet wurde, lief er bei Fahrt unter Wechselstrom zuerst über einen Transformator in den Gleichrichter, anschließend über eine Glättungsdrossel und einen Resonanzsiebkreis zum Triebfahrzeug. So konnte eine einigermaßen geglättete Gleichspannung von 800 V erzeugt werden, welche maximal 17 % Restwelligkeit aufwies. Bereits 1956/57 wurden die Quecksilberdampfgleichrichter gegen Siliziumdioden getauscht.
Die Umschaltung erfolgte stets manuell, während des Durchfahrens eines stromlosen Abschnittes hatte der Zugführer im Gleichrichterwagen den Trennschalter umzulegen. Dieser war zur Vermeidung von Schaltungsfehlern schlüsselgesperrt. Zum einfacheren Rangieren (nur unter Gleichstromfahrleitung) waren beide Gleichrichterwagen selbstfahrend, sie besaßen je einen Tatzlagerfahrmotor sowie einen Rangierführerstand mit Fahrschalter auf einer Plattform.
EGl 25.051 besaß lediglich eine Handbremse und wurde daher vornehmlich für Güterzüge eingesetzt, EGl 25.052 besaß eine Vakuumbremse. Im Eigenbetrieb gab es zusätzlich bei beiden Fahrzeuge die Möglichkeit zum Bremsen mittels Widerstandsbremse.